# Jan Philip van Thielen
Jan Philip van Thielen, né en 1618 à Malines et mort en 1667 à Booischot, est un peintre flamand spécialiste de la peinture de fleurs. Il collaborait régulièrement avec les principaux peintres de figures flamands et hollandais de son époque. Van Thielen était le peintre de fleurs le plus populaire en Flandre et ses mécènes comprenaient Diego Mexía Felípez de Guzmán, 1er marquis de Leganés et Léopold-Guillaume de Habsbourg, le gouverneur des Pays-Bas méridionaux, féru d'art.

## Biographie
Jan Philip Van Thielen naît à Malines, fils d'Anna Rigouts ou Rigouldts et d'un petit noble du nom de Liebrecht van Thielen. Il prendra par la suite le titre de Lord of Couwenberch de son père. Il signe certains de ses tableaux avec les noms de Couwenberg et de Rigouldts, afin de souligner son statut de noble.

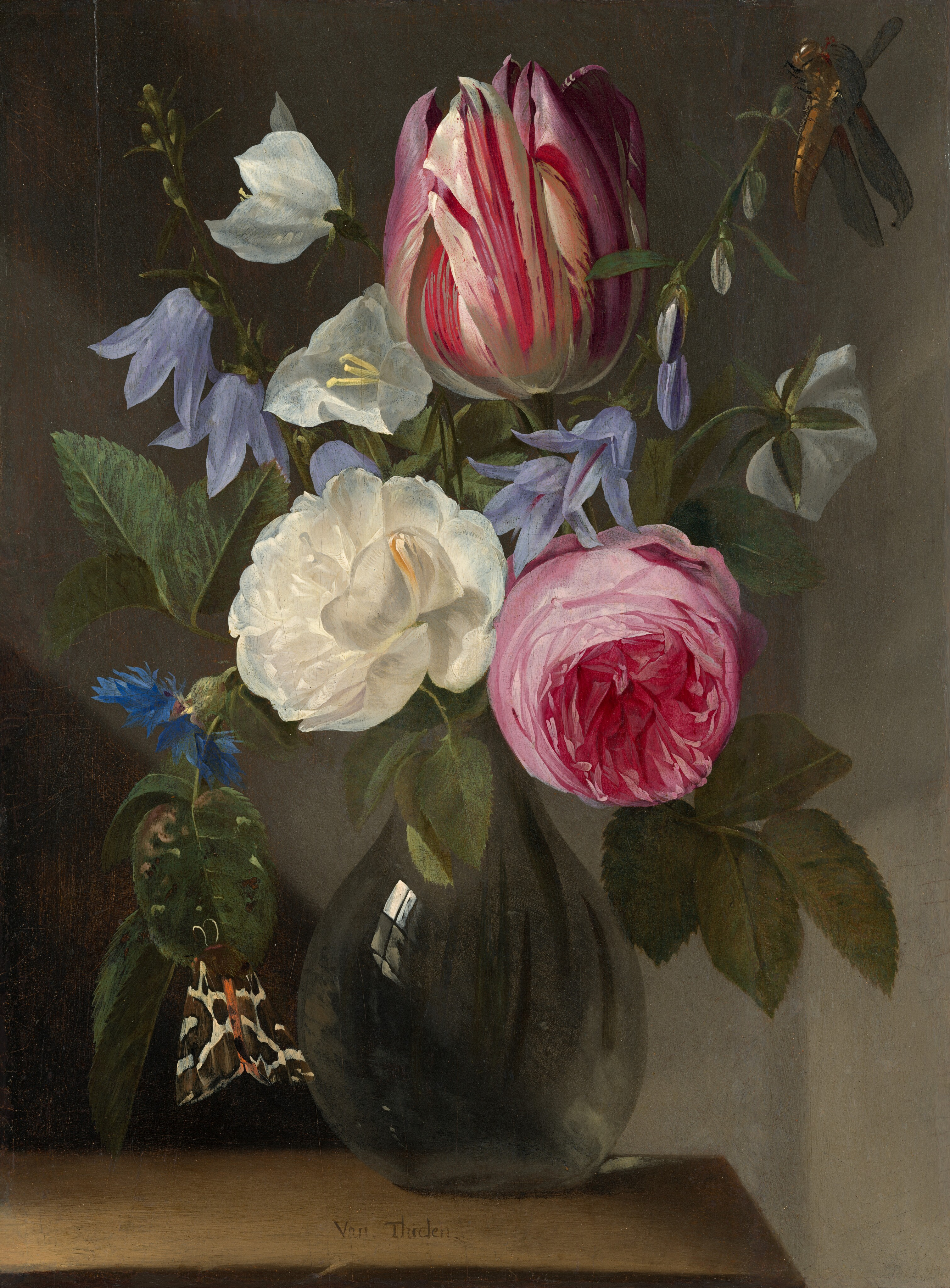
Roses et tulipe dans un vase en verre

Il part à Anvers à 13 ans, en 1631 ou 1632, pour se former dans l'atelier du peintre Theodor Rombouts, mari de sa sœur Anna. En 1640, il épouse Françoise van Hemelaer et devient ainsi le beau-frère d'Érasme II Quellin. Le couple a 9 enfants.  Il se spécialise dans la peinture de fleurs et devient l'unique élève de Daniel Seghers, le premier peintre de fleurs en Flandre, en 1641. Il est admis comme maître par la guilde de Saint-Luc d'Anvers en 1641 ou 1642. 
Installé à Anvers, il y reste jusqu'en 1659 avant de revenir à Malines où il devient membre de la guilde de Saint-Luc en 1660. Trois des filles de van Thielen deviennent des peintres de fleurs: Maria Theresa (1640-1706), Anna-Maria (née en 1641) et Francisca-Catherina (née en 1645). Seules les œuvres de l'aînée nous sont parvenues, les deux cadettes étant entrées dans des couvents. Les sœurs devaient être des peintres de fleurs exceptionnelles puisqu'elles ont été louées par leur contemporain, le biographe d'artistes Cornelis de Bie dans son Het Gulden Cabinet publié en 1662. Van Thielen est l'instituteur de ses filles et enseigne également à un certain N. Bainville à Malines.

## Œuvre

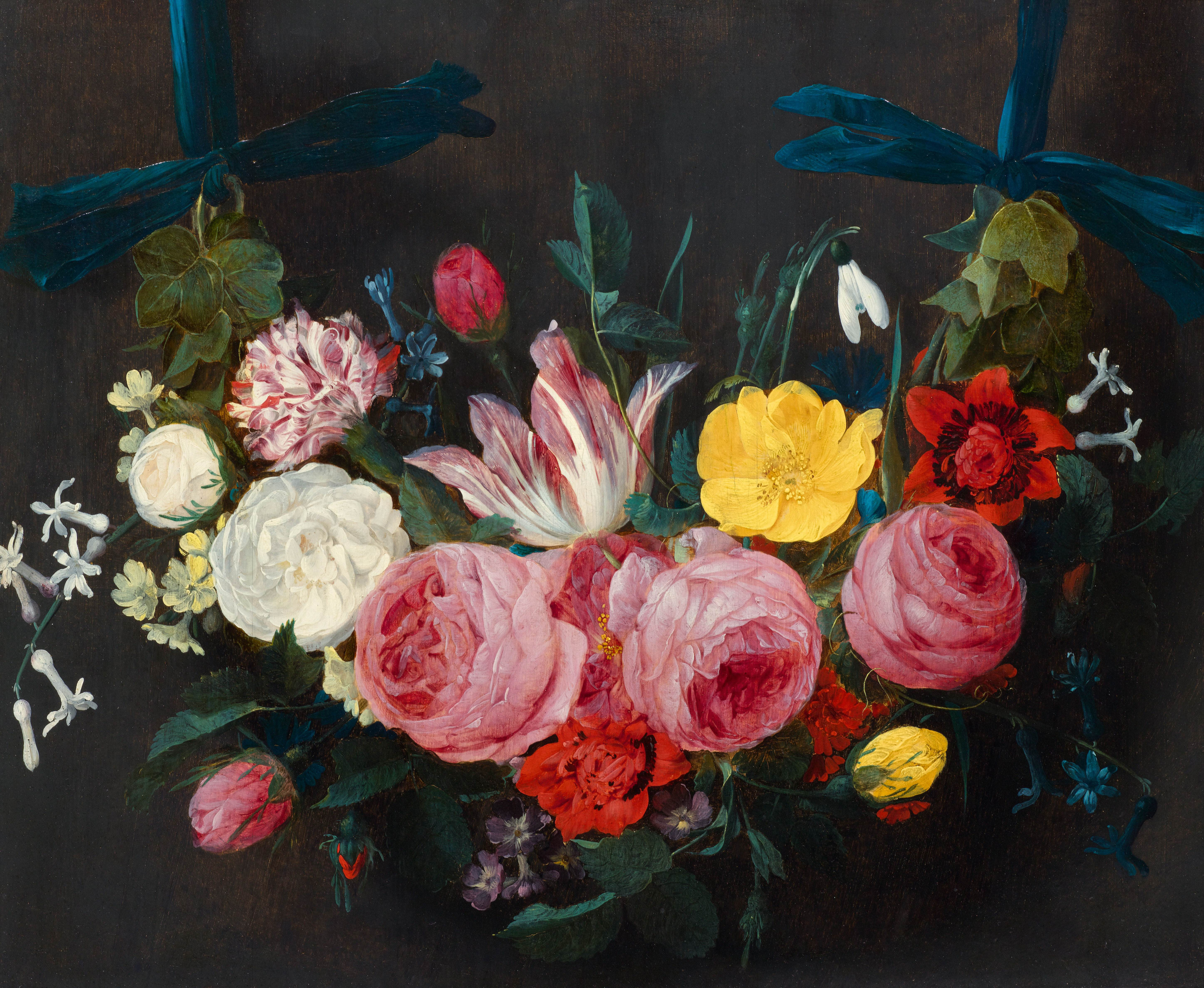
Guirlande de fleurs et de lierre sur un ruban bleu.

Jan Philip van Thielen a peint principalement des bouquets de fleurs ou des arrangements et des guirlandes de fleurs, souvent en collaboration avec d'autres peintres, comme Érasme II Quellin, Cornelis van Poelenburgh ou Cornelis Schut, qui réalisaient le reste du tableau. Très apprécié, van Thielen compte plusieurs membres de la cour d'Espagne parmi ses admirateurs, comme le marquis de Leganés ou l'archiduc Leopoldo Guillermo. Ses œuvres sont généralement signées « I. P. Van Thielen Rigouldts » (du nom de sa mère) dans les années 1640, « I. P. Van Thielen » dans les années 1650 et « I. P. Van Thielen Heere Van CouwenBerche » dans les années 1660, après qu'il a hérité du titre de son père.